# SN 1997bw
SN 1997bw – supernowa typu Ia odkryta 3 kwietnia 1997 roku w galaktyce A113042-0037. W momencie odkrycia miała maksymalną jasność 24,00m.